# Dhiffushi (Kaafu-atol)
Dhiffushi is een van de bewoonde eilanden van het Kaafu-atol behorende tot de Maldiven.

## Demografie
Dhiffushi telt (stand maart 2007) 523 vrouwen en 527 mannen.